# 地腳線

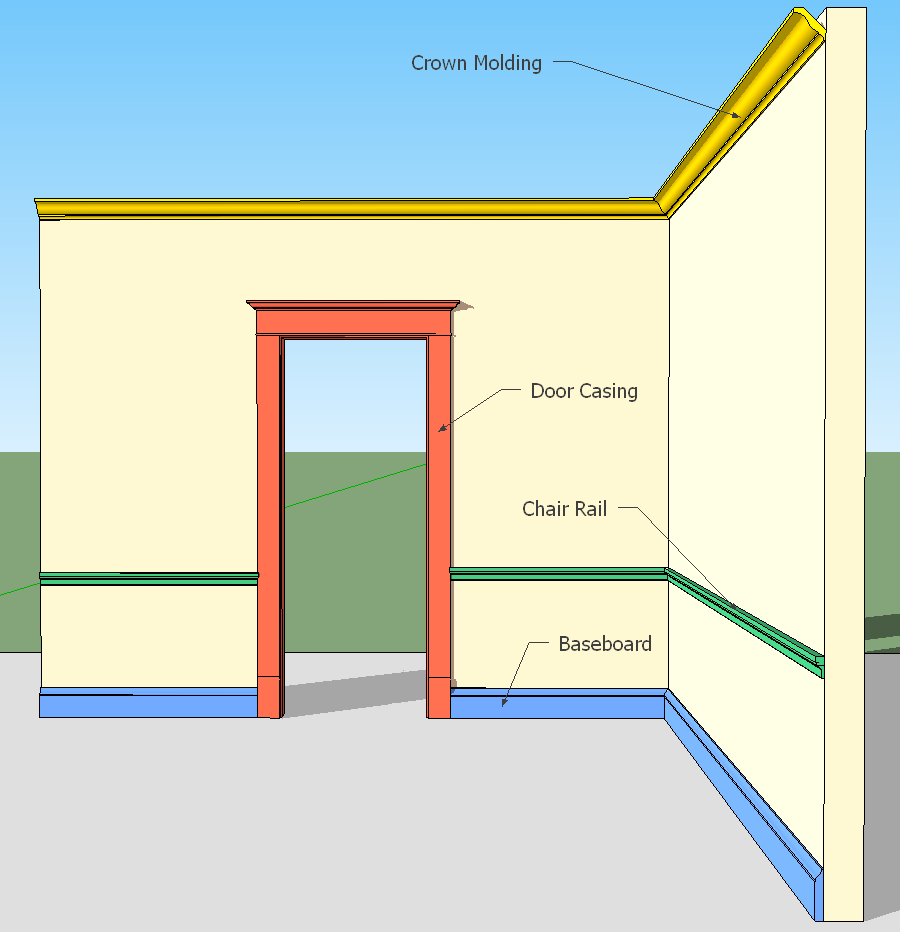
地腳線（baseboard）以及墙体其他一些构件，如门框（door casing）、簷口（crown molding）

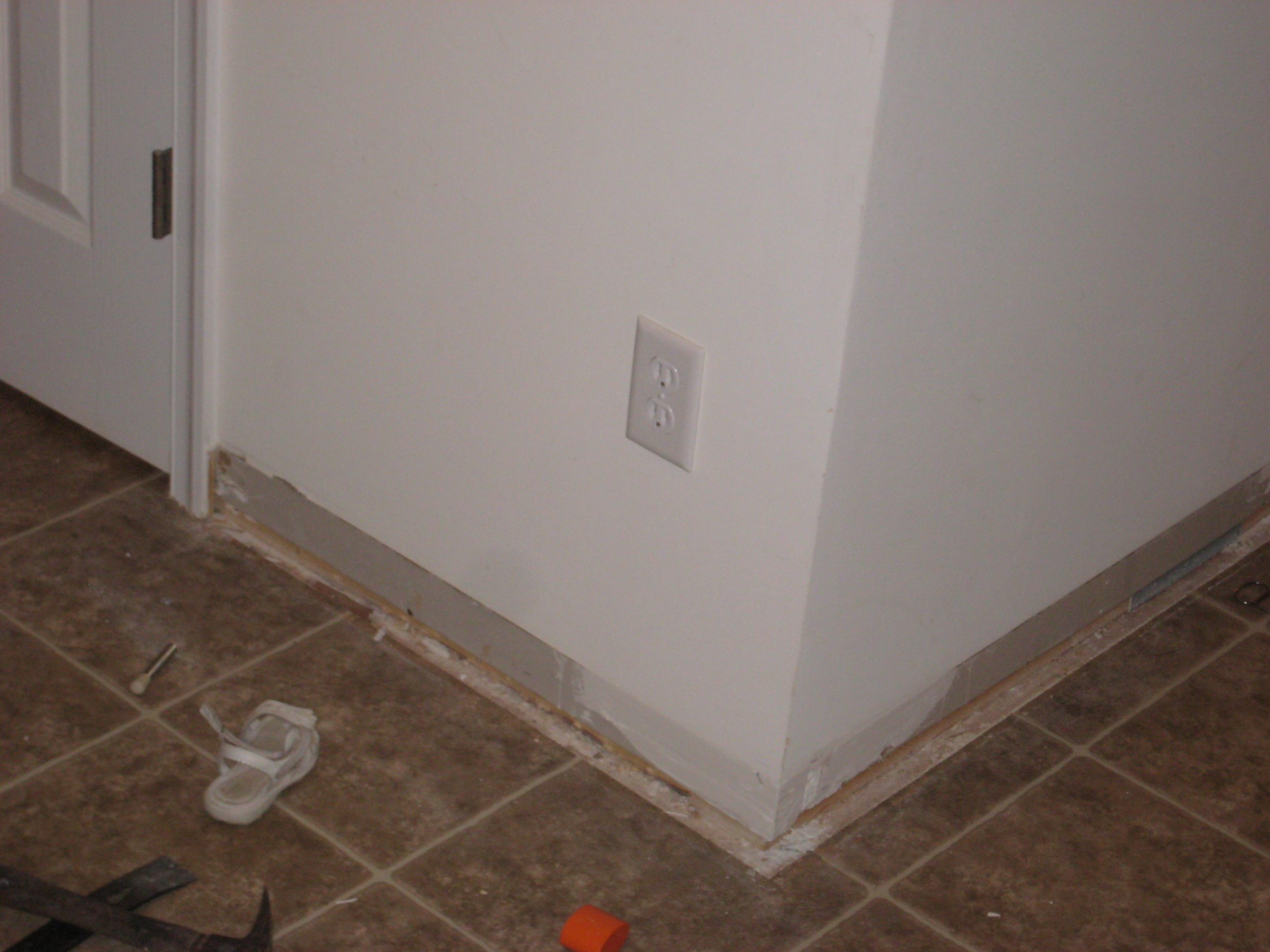
拆除地腳線之后的墙脚

踢脚线，亦称踢脚（skirt）、地腳線、踢腳板等，是一种加装在室内墙脚处的装饰层，通常高6至20厘米，可能采用木条、瓷砖、金属或水泥条等制成。其功能包括遮挡墙面与地面之间的界线，遮盖为地板热胀冷缩而预留的间隙或者墙脚处不平整的地板材料，以及保护墙脚免受脚踢、擦碰、家具刮碰等机械损伤，并起到装饰作用。